# Donaumarina metróállomás

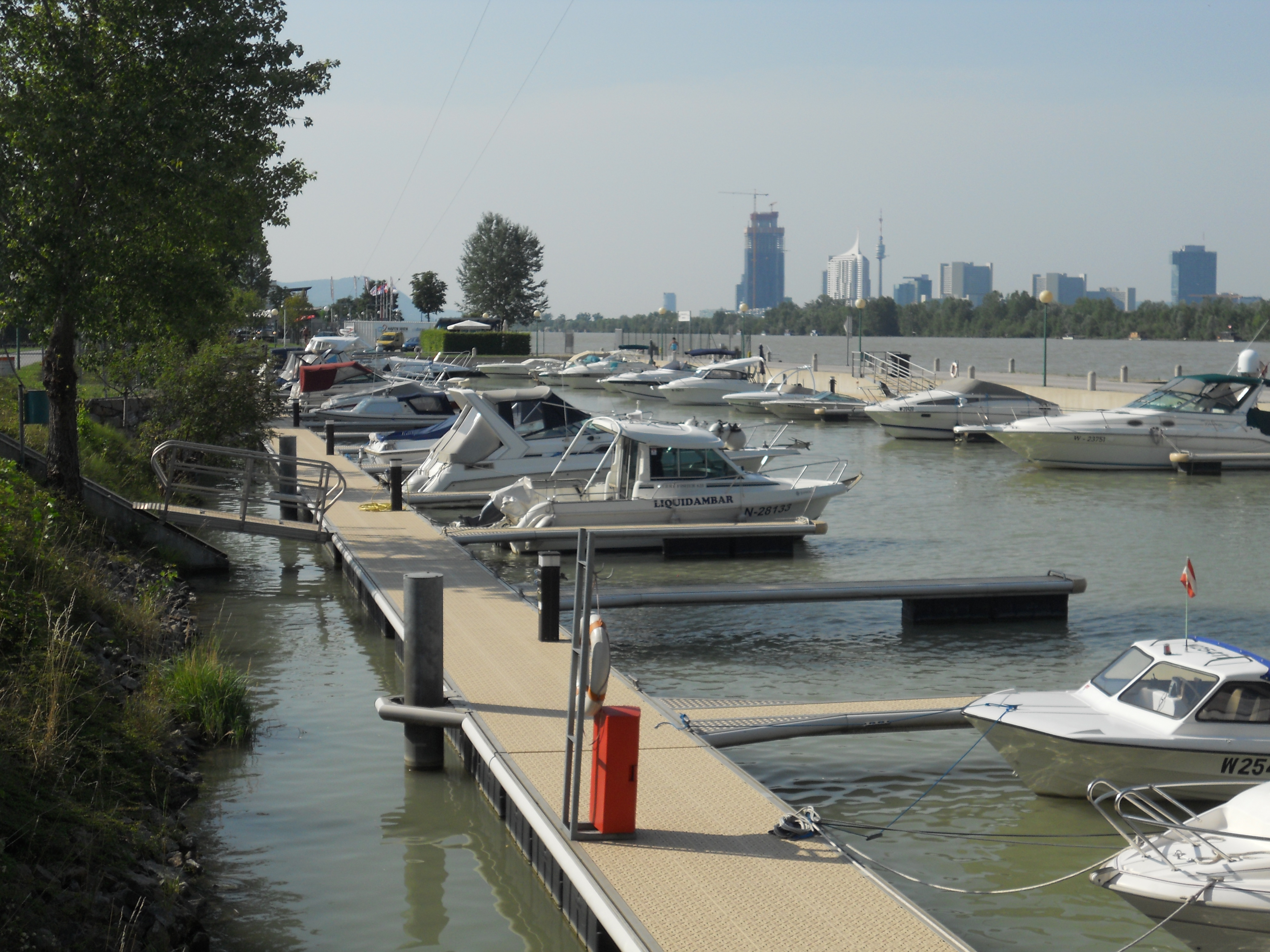
A Marina Wien kikötő, melyaz állomás névadója

A bécsi Donaumarina metróállomás az U2-es metró egyik megállója Stadion és Donaustadtbrücke között, a Duna jobb párján. Nevét a Marina Wien hajókikötőről kapta. Az állomás Bécs 2. kerületében, Leopoldstadt-ban épült. Ez az állomás 2010-ben lett átadva az U2 Aspernstraße-ig történő meghosszabbításkakor.

## Jellemzői
Az állomás a föld szintjétől magasabban épült, kétvágányos, szélsőperonos kialakítású. Kinézete a 2-es metró Krieau és Seestadt között lévő megállóival egységes, melyben többnyire a fehér szín dominál. A perontető a peron teljes hosszát és a vágányokat is lefedi. Az oldalsó falak üveggel vannak lezárva a külvilágtól, így csak a sínek irányába nyitott az állomás.

## Átszállási kapcsolatok
| U2 (Schottentor ↔ Seestadt) |                              |                                      |
| Állomás                     | Átszállási kapcsolatok       | Fontosabb létesítmények              |
| Donaumarina                 | 77A, 79A, 79B N29 (Éjszakai) | A23-as autópálya, Marina Wien kikötő |

## Galéria

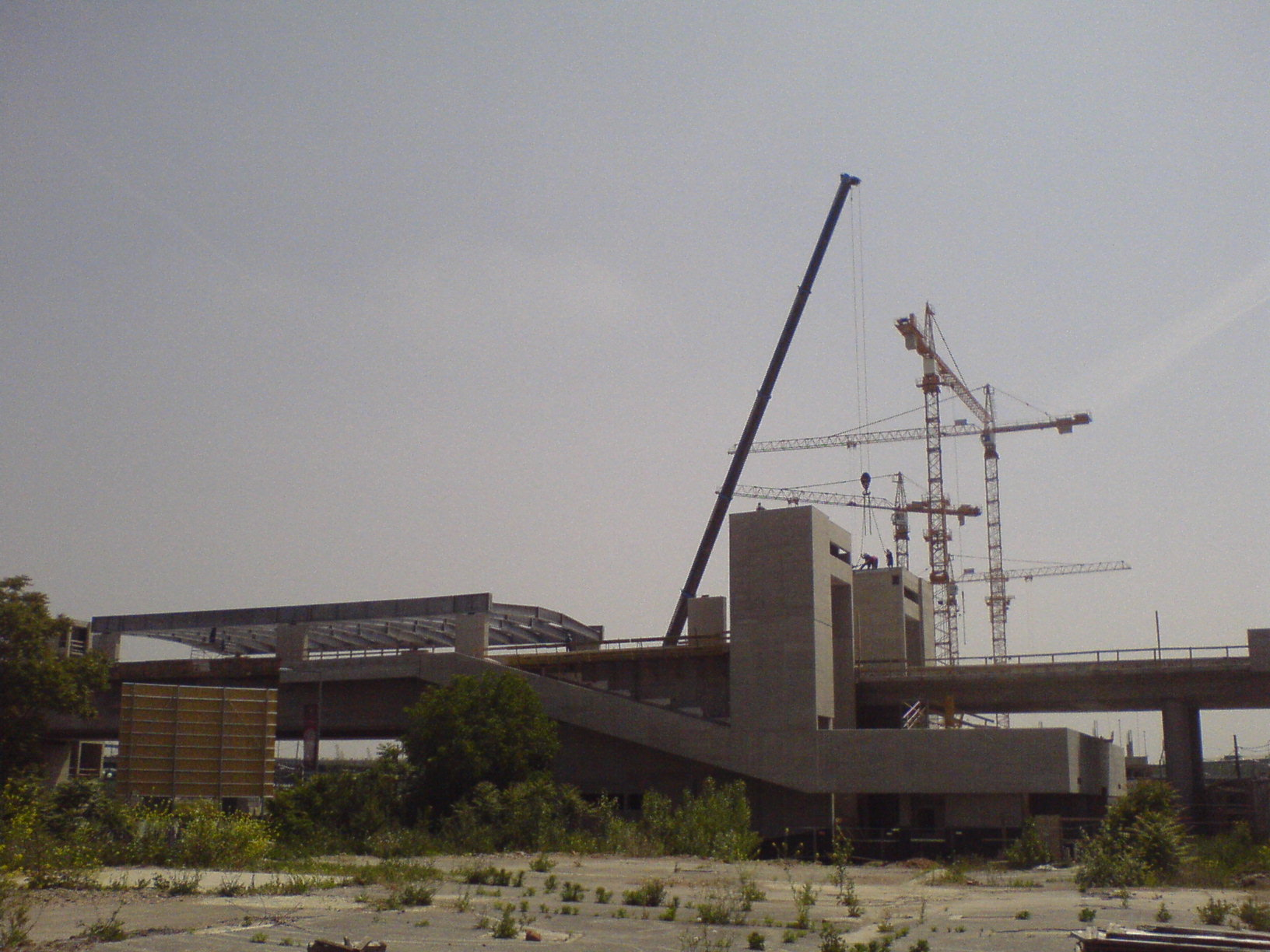
2008-az állomás építése
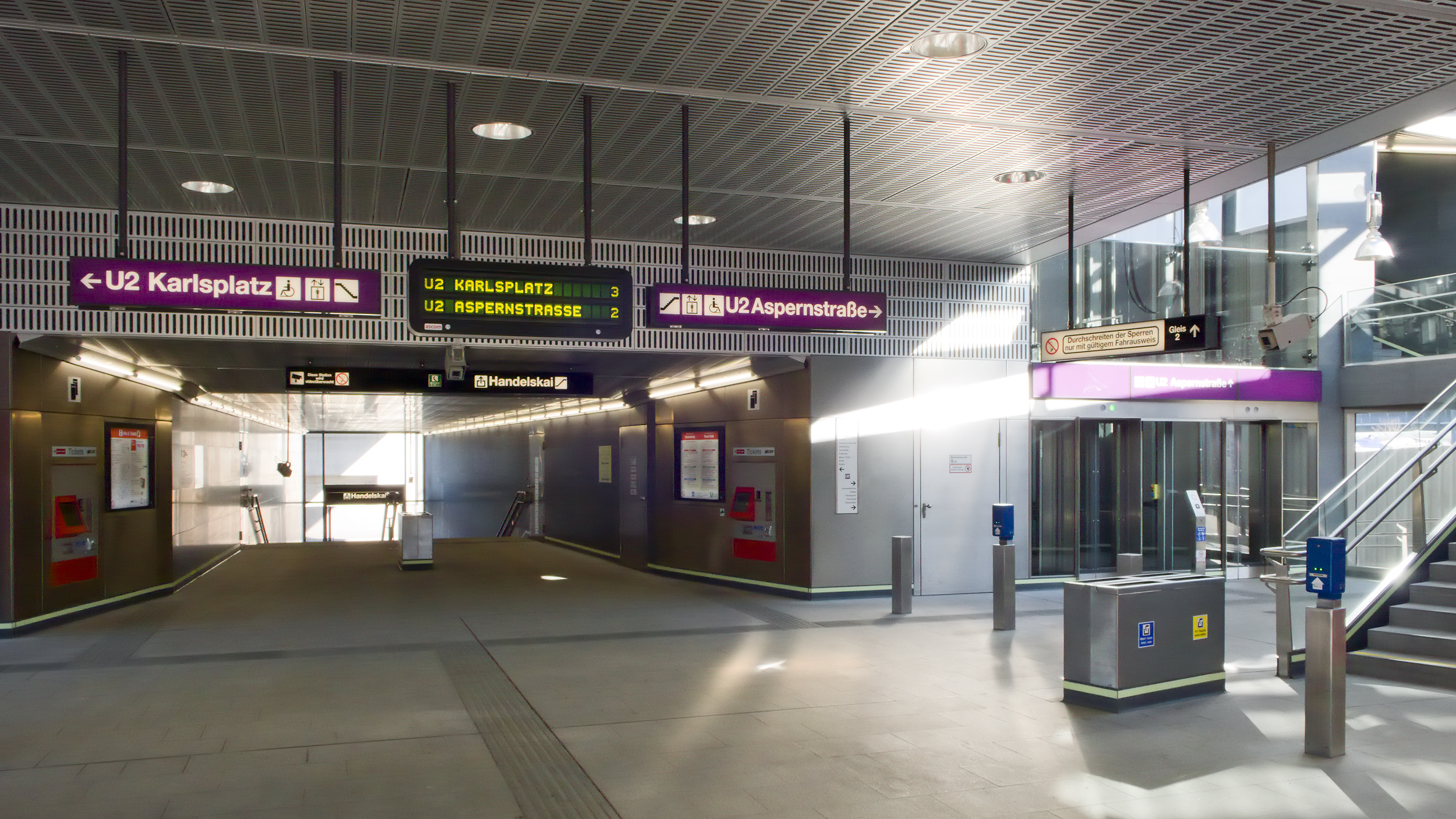
Az állomás alsó szintje
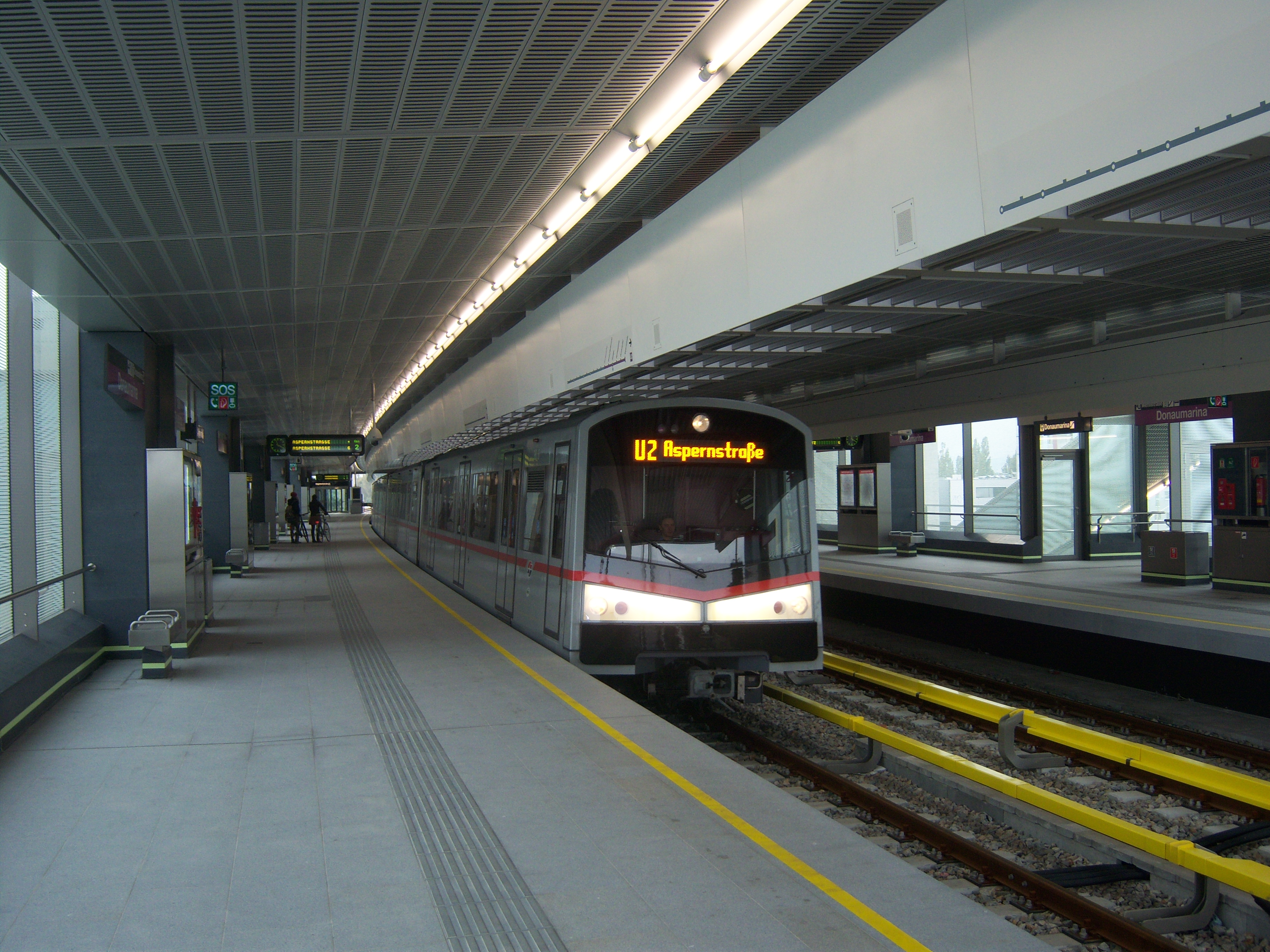
V típusú metrókocsi az állomáson
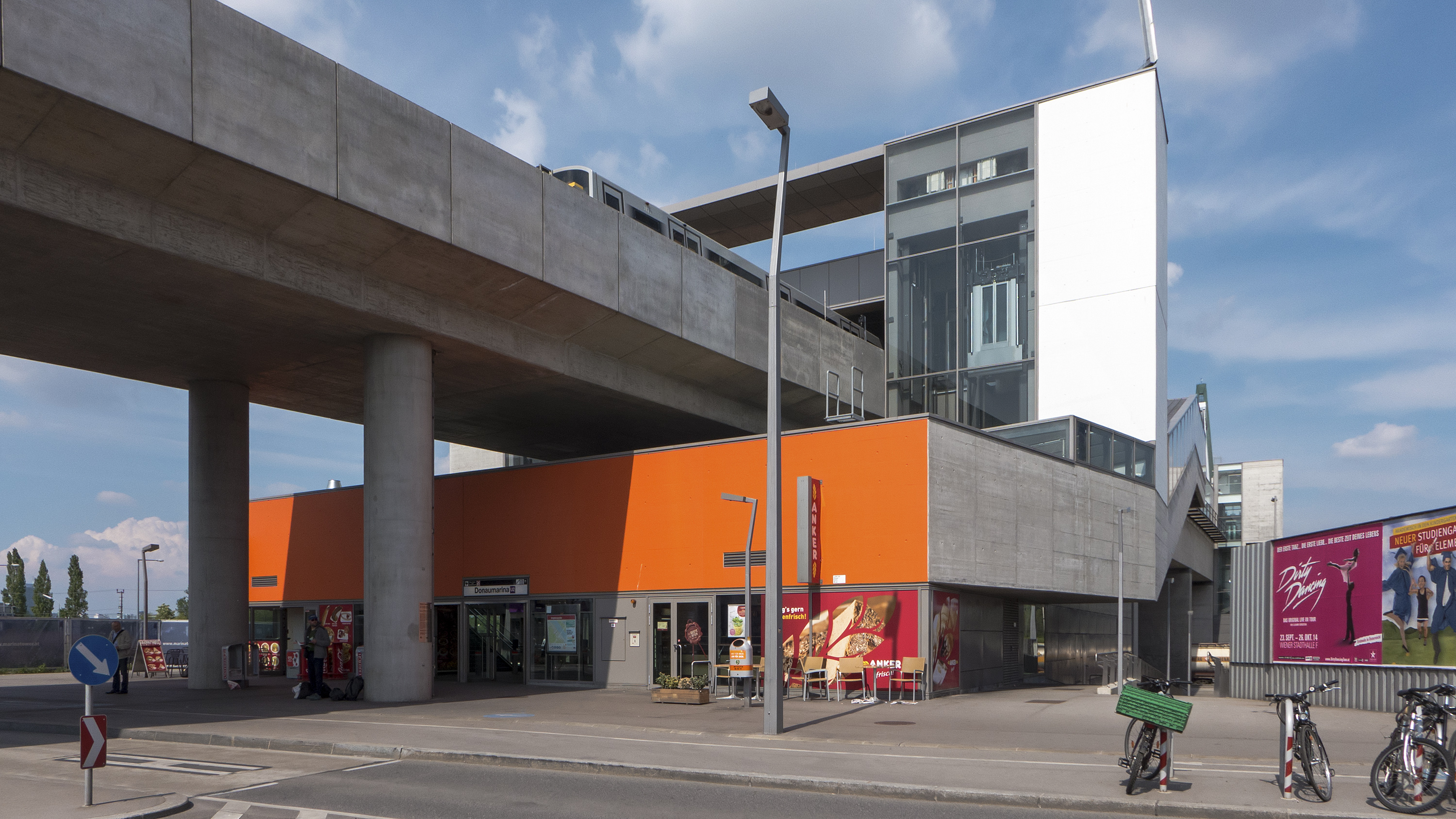
Az állomás kívülről, a narancssárgára festett falrésszel

## Fordítás
- Ez a szócikk részben vagy egészben  az   U-Bahn-Station Donaumarina című német Wikipédia-szócikk fordításán alapul.  Az eredeti cikk szerkesztőit annak laptörténete sorolja fel. Ez a jelzés csupán a megfogalmazás eredetét és a szerzői jogokat jelzi, nem szolgál a cikkben szereplő információk forrásmegjelöléseként.